# 軍慰安所従業婦等募集に関する件

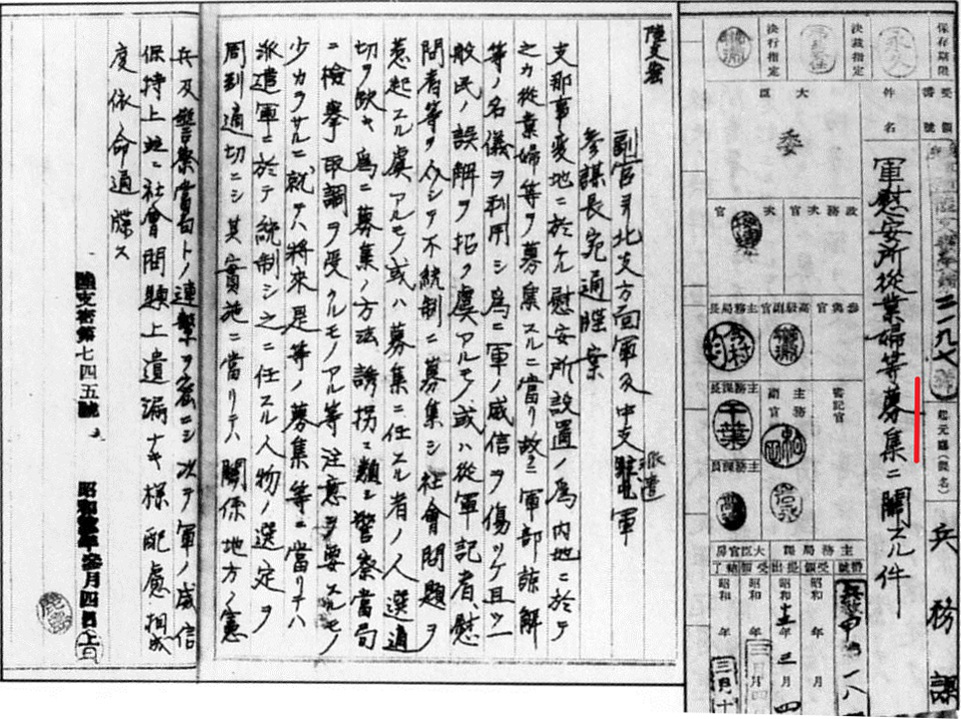
軍慰安所従業婦等募集に関する件

軍慰安所従業婦等募集に関する件（ぐんいあんじょじゅうぎょうふとうぼしゅうにかんするけん）とは1938年3月4日付陸軍省兵務局兵務課起案（梅津陸軍次官押印）による、北支・中支軍参謀長宛の副官通達案（陸軍省公文書）。防衛庁防衛研究所蔵 陸軍省大日記類 陸支密大日記 昭和13年第10号 陸支密第745号。慰安婦、慰安所に関する日本軍の公式資料のひとつである。
1992年1月11日朝日新聞がこの資料を「慰安所に日本軍が関与した」証拠として報道した事で広く知られるようになり、今日でも研究者たちによってしばしば引用され解釈されている。1992年当時において日本政府は「慰安婦は民間業者が連れ歩いたもの」と答弁していた。朝日新聞はこの資料を1面トップで「慰安所の経営に当たり軍が関与、大発見資料」と報道し、記事や社説では「朝鮮人女性を挺身隊の名で強制連行した」「その数は8万とも20万ともいわれる」とし、吉見義明が「軍の関与は明白であり、謝罪と補償を」というコメントを寄せたが、この資料の解釈については反論が出ている（#吉見説への批判と反論）。

## 本文
（現代文）

## 通達が出された背景

### 日本の公娼制による違法斡旋業者の取り締まり
1932年に長崎県の女性を「カフエーで働くいい仕事」と騙して中国上海の日本軍慰安所に連れて行った日本人斡旋業者が、刑法に基づき有罪とされた大審院（最高裁）判決が37年に出されていた（大審院1937年）。この当時すでに中国大陸に駐屯する日本軍の宿営地には慰安所が設置され抱主（かかえぬし）らにより経営されており、本件被告の村上富雄もそのような者であった。そこでは内地や朝鮮、あるいは現地で募集された慰安婦が存在していた。この当時の売春取締政策として日本では公娼制が採用されており、売春業は刑法182条で制限され、売春を営む女子は警察署に自ら出頭し娼妓名簿に登録したうえで娼妓稼をなしていた（娼妓取締規則）。淫行の常習のない女子を騙すなどして勧誘して姦淫させる営業行為は刑法犯罪であったのである。本件は第一次上海事変により駐屯数が増えた日本軍にあわせ業容を拡張しようとした経営者らが婦女十数名を騙し中国に移送したことについて、婦女誘拐海外移送の罪を問われたものである。判決では上海の海軍指定慰安所のためであることが明記され、「醜業」に従事させるためであるのを偽って「女給」とか「女中」と騙したとされている。

### 1930年代の朝鮮における人身売買と誘拐事件
1933年、少女たちを誘拐し、売春宿に売り飛ばしていた朝鮮人誘拐団のトップが逮捕された事件、1936年には農村の女性を騙して満州に娼妓として売却しようとしていた朝鮮人を逮捕、1938年には17歳の二人の少女に満州での就職をもちかけて誘拐し、自分に親権があるかのように委任状を偽造して遊郭に売った朝鮮人紹介業者が逮捕され、1939年には日本女性を騙して中国へ売り飛ばそうとしていた朝鮮人が逮捕、
また同年には、1932年から各地の農村を歩き回って「生活難であえぐ貧しい農夫達」に良い仕事があると騙し、約150人を満州や中国本土などに売っていた朝鮮人が逮捕され、その朝鮮人から50名ほどを買った京城（現ソウル）の遊郭業者を警察が呼び出すと、それを察知してその女性たちを中国に転売した事件（朝鮮南部連続少女誘拐事件）が発生していた。
以上のように、朝鮮人が女性を甘言・誘拐により、売春宿に売却しようとして日本の警察に逮捕された例が数多く報道されている。
朝鮮総督府統計年報によると、朝鮮で略取・誘拐による検挙数が1935年は朝鮮人2,482人・日本人24人、1938年は朝鮮人1,699人・日本人10人、1940年は朝鮮人1,464人・日本人16人、1942年は朝鮮人746人、日本人1人となっている。

### 慰安所設置と「支那渡航婦女」問題
1938年に入ると慰安所は続々と設置されるようになるが、これらは兵站部ないしは直轄部隊が設営ないしは指定したものであり、吉見によればこれら軍公設の慰安所の経営にも参画していたとする。
華中だけでも軍慰安所は80軒を越え、1100人以上の慰安婦が集められていたが、その多くが朝鮮人であった。 吉見によれば慰安婦の集め方には2通りのやり方があった。第一は派遣軍が占領地で女性を集める方法であり、第二は日本、朝鮮、台湾での徴集であるとし、後者については軍が自分で選定した業者を日本、朝鮮、台湾に送り込むやり方であったという。
こうしたなか、軍の依頼を受けたとする業者が活動するようになったが、その際に警察に取調べを受けると言う事案が内地で発生するようになった。「軍の依頼だ」とする業者の言い分を和歌山県や群馬県など複数の地元警察が各上位機関に問い合わせている。当初警察にとっては、業者の言うところの軍の依頼によると称する慰安婦募集は「皇軍ノ威信ヲ失墜スルモ甚シキモノ」であり信じがたいことであった。しかし公娼の募集そのものに違法性はなく、一方で1937年8月31日付の外務次官通達により厳しく制限されていた民間人の中国渡航許可制を公娼の渡航に関して緩和するよう上海日本総領事館警察署から依頼（皇軍将兵慰安婦女渡来ニツキ便宜供与方依頼ノ件）が出されており、確かに陸軍の関係する募集であると確認するに至り、警察は内務省の指導のもとやがて受容し協力するようになったと永井和は、1996年に警察から発見された資料を元に説明している。
その後の1938年2月23日、内務大臣の決裁を経た「支那渡航婦女の取扱に関する件」が内務省警補局長から各庁府県長官宛へ通達された。その内容は、中国戦線現地での事情を鑑み、
1. 海外の売春目的の婦女の渡航の条件は、現在内地で娼婦をしている満21歳以上で[25]、性病や伝染病の無い者で、華北・華中に向かう者のみに当分の間黙認することとして、外務省の身分証明を発行する。
2. 身分証明を発行するときに、始めに契約した年季明けや、営業の必要が無くなったときには、すぐに帰国するように諭すこと。
3. 婦女本人が、警察に出頭して身分証明書の申請をすること。
4. 承認者として、同一戸籍内の最近尊属親、それがない場合は戸主、それもないときはそれが明かであること。
5. 身分証明書の発行前に、娼婦営業についての契約などを調査し、婦女売買や略取誘拐などがないよう特に注意すること。
6. 婦女の募集周旋について、軍との了解や連絡があるなどのことを言う者は、厳重に取り締まること。
7. そのために、広告宣伝や虚偽もしくは誇大な話をする者は厳重に取り締まり、また募集周旋にあたる者がそれをしているときには、国内の正規の認可業者か、在外公館などの認可業者かを調査し、その証明書のない者は活動を認めないこと。

という7号の命令であった。さらに出されたのが当文書（軍慰安所従業婦等募集に関する件）であり、北支・中支（華北、華中）参謀長においては関係地方の警察や憲兵隊と連繋を密に取り、軍の威信保持上ならび社会問題上手抜かり（遺漏）なきよう配慮するよう通知している。

## 通達の解釈

### 吉見義明による日本軍関与説
1938年2月23日の内務省発警第5号支那渡航婦女の取扱に関する件に応じて作成されたこの通牒は中央大学教授の吉見義明が発見したが、吉見はこの通牒が北支那方面軍及中支那派遣軍参謀長宛てに出されていることから、旧日本軍が慰安婦の募集や慰安所の運営・管理に関与していた証拠であると主張した。また、「軍の関与は疑う余地のない明らかなものである」とし、兵務局が立案し、当時の陸軍大臣 杉山元が委任し、後の戦艦ミズーリでの降伏文書の署名者であった梅津参謀総長（当時次官）が決裁している以上「慰安所の設置は軍上層部が関与する組織的なものであった」としている。
この通達は、「派遣軍が選定した業者」が日本内地で誘拐まがいの方法で「強制徴集」をしていた事実を陸軍省が知っている事を示しており、日本軍に対する国民の信頼が崩れる事を防ぐために業者の選定をもっとしっかりするようにと指示している。
「軍の威信を傷つけるこれらの問題点を克服するため陸軍省が指示しているのは、(ア)募集などは派遣軍が統制し、人選などは周到に行うこと(イ)募集実施の際は関係地方の憲兵・警察との連携を密にすること、の2点である。つまり各派遣軍はもっと周到に徴集に責任を持て、と指示しているのである」という。この文書を、逆に「業者の犯罪行為を陸軍や内務省が取り締まっていたことの証拠である」とする、保守論壇によるいわゆる「良い関与論」に対しては、そういった「厳罰に処する」などという記述が一切ないことを指摘している。
また吉見は、支那渡航婦女の取り扱いに関する件と同様、軍の威信や社会問題を危惧したこの通牒は「内地において従業婦を募集するにあたり」と記していることから、内地（日本国内）にのみ適用された」事を指摘しており、植民地である「朝鮮、台湾では適用されなかったのである」と説明している。しかし、その後も、朝鮮、台湾では誘拐、甘言、人身売買等により女性達が集められている事から、「内地では違法行為が起こらないように統制したが、植民地ではそのような措置はとられなかった」か、もしくは「植民地では、軍または警察が選定した業者であれば、違法行為を黙認しつつ軍慰安婦の徴募を推進させた」というふたつの可能性を指摘している。

### 朝日新聞報道から河野談話へ
1992年1月11日、朝日新聞は第一面で、「慰安婦募集に関する日本軍の関与についての新資料が発見された」、「この通達を日本軍が朝鮮の少女を強制連行した証拠」と報道した。この新資料とは、吉見義明が防衛庁防衛研究所図書館で「陸支密大日記」から発見した6点の公文資料であり、これについての吉見のコメントの見出しは「軍の関与は明白であり 謝罪と補償を」となっている。また、「従軍慰安婦の解説」では「約八割が朝鮮人女性」「主として朝鮮人女性を挺身隊の名で強制連行した。その人数は八万とも二十万ともいわれる」と掲載している。
日本政府の反応
この朝日の報道以前、日本政府は従軍慰安婦について「国家総動員法に基づく徴用の対象ではなかった」という見解を示していた。主に社会党議員による10数回の追求の中で、「労働省を中心に調査したが資料は無かった」「労働省勤労局、国民勤労動員署などの勤務経験者から聞き取りを行ったが、それらの役所は関与していなかった」と回答していた。しかしこの資料と同時に公開されていた他の資料とあわせて、政府の「関与はなかった」という従来の見解を大きく変える必要に迫られた。こうして同日加藤官房長官は「当時の軍の関与は否定できない」と初めて国の責任に触れ、渡辺副総理・外相もまたTBS系の深夜番組に登場し「何らかの関与があったと認めざるを得ない」と発言している。
批判
西岡力はこの朝日の報道について「吉見はこの時に資料を発見したわけではない」、そして「元慰安婦の金学順による裁判や、宮沢喜一首相（当時）が韓国を訪問としようとしたタイミングで朝日新聞が意図的に報道した」と唱えている。またこの記事を執筆した植村隆の義理の母親である韓国人女性梁順任は、1991年12月6日から2004年11月29日にかけて慰安婦に対する賠償を日本政府に求めたアジア太平洋戦争韓国人犠牲者補償請求事件（最高裁判所にて原告の敗訴）の控訴人となった韓国太平洋戦争犠牲者遺族会の会長である。

### 吉見説への批判と反論
「軍の関与の決定的証拠である」とする吉見説に対して、以下に述べるように反論が出されるとともに、吉見説と異なる解釈が提出された。
- 高橋史朗は『文藝春秋』1996年5月号に発表した「新しい日本の歴史が始まる」において、この文書は軍の威信を保護するため悪質な業者を極力排除するように通達したものであり、「日本軍の関与」というのは、この文章から読み取る限りでは「悪質な業者が不統制に募集して「強制連行」しないように軍が関与していたことを示しているものであり、良い意味での関与である」と主張した[37][38]。
- 評論家の小林よしのりは、1997年の『新ゴーマニズム宣言 第3巻』において、この通牒を「内地で誘拐まがいの募集をする業者がいるから注意せよという『関与』を示すものだ。フツーの国語力で読めばそれ以外の意味はない。なんでこれであやまんなきゃならないの？」「この資料の中に一言『内地（日本国内）に於て』と入ってるのをとらえて、『しかし朝鮮や台湾では違っていたのです。違法であっても現地の軍の強い要求があるので、目をつぶって送り出したというのが実情』とするのは吉見氏の恣意的な見解もしくは推測にすぎない」「日本の統治下にない戦地・支那にまでわざわざ日本軍はこのような人道的配慮をするよう通達を出したのだから朝鮮や台湾ではとっくに配慮はなされていたのだろう」「これは違法な徴募を止めさせるものだ」と主張した[39][38]。
- 1997年、西尾幹二・小林よしのり・藤岡信勝・高橋史朗共著『歴史教科書との15年戦争』で「人権真理教に毒される日本のマスコミ」を発表し「「内地で軍の名前を騙って非常に無理な募集をしている者がおるから、これを取り締まれ」というふうに書いてある」と述べた[40][38]。
- 藤岡信勝も「歴史教科書の犯罪」(1997年、前掲『歴史教科書との15年戦争』所収)で、「慰安婦を集めるときに日本人の業者のなかには誘拐まがいの方法で集めている者がいて、地元で警察沙汰になったりした例があるので、それは軍の威信を傷つける。そういうことが絶対にないよう、業者の選定も厳しくチェックし、そうした悪質な業者を選ばないように－と指示した通達文書だったのです。ですから、強制連行せよという命令文書ではなくて、強制連行を業者がすることを禁じた文書」と主張した[41][38]。
- 歴史学者の秦郁彦、評論家の小林よしのり、明星大学教授の高橋史朗らはこの通達は「慰安婦の誘拐まがいの募集を行なう業者がいるから注意せよ」という「関与」を示すものだ」と「よい関与論」を唱え反論し、近現代史研究家の水間政憲もこの指令書は当時の朝鮮社会における誘拐事件や人身売買の実態をふまえれば、悪徳業者を取り締まれと解釈するべきで、日本軍の関与は良識的な関与であったと主張している[42]。
- 現代朝鮮研究者の西岡力は2007年に「（この通達は）強制連行」の証拠にはならないし、それどころか、日本軍が民間の軍の諒解をとりつけたと詐称して勧誘する悪質業者を取り締まる内容の文書であり、善意の関与である」と解釈している[43]。西岡は「合理的に考えるなら、戦地での民心離間を心配する軍が、一部で抗日独立運動が続いていた植民地朝鮮で慰安婦強制連行を行い、朝鮮における民心離間を誘発するはずがない。吉見教授文書は、権力による強制連行を証明するものではなく、むしろそれがなかったことを示唆するものだった」と述べている[44]。
- 京都橘大学教授の永井和は「通牒が取締の対象としたのは、業者の違法な募集活動ではなくて、業者が真実を告げること、言い換えれば、軍が慰安所を設置し、慰安婦を募集していると宣伝し、知らしめること、そのことであった。慰安婦の募集は密かに行われなければならず、軍との関係はふれてはいけないとされたのである」と述べている[45]。

### 吉見説反論への再反論
- 小林よしのりの説に対して上杉聡は『脱ゴーマニズム宣言』(東方出版、1997年)において、逆にこの文書をもって「強制連行」の事実があったことを示す史料だとし、そのような悪質な「業者の背後に軍部があることを「ことさら言うな」と公文書が記しているのであり、強制連行だけでなく、その責任者もここにハッキリ書かれている」とした[46]。
- 京都大学教授の永井和は1998年の大学での授業「自由主義史観論争を読む」で、藤岡信勝や小林よしのりの歴史解釈を検討し、「また従来史料実証主義を看板にしていた一部の歴史家が、この動きに釘をさすどころか、逆にそれを支持する姿勢をとろうとしていたことを知って、いささか驚いた」ことをきっかけに慰安婦に関する論文「陸軍慰安所の創設と慰安婦募集に関する一考察」を2000年に発表した[47][38][48]。永井はこの論文で、上出の保守論壇による反論を「日本政府の謝罪と反省の意志表明といった、一連の動きに対する反発、反動」としてとらえた。なお、彼は、2004年の追記の中で、吉見のように日本ファシズムの観点から戦争責任について関心があったわけではない、とも付け加えている。永井は、吉見の主張する日本軍の関与を踏まえつつ、同論文で「副官通牒と密接に関連する1938年2月23日付の内務省警保局長通牒（内務省発警第5号）「支那渡航婦女ノ取扱ニ関スル件」とそれに付随する県警察部長からの内務省宛報告書を根拠に「そもそもが強制連行を業者がすることを禁じた取締文書などではない」と解釈する。また、永井は、強制連行に対する日本軍の取締りに関する責任に関する吉見の主張を批判的に論じつつ、「軍の依頼を受けた業者は必ず最寄りの警察・憲兵隊と連絡を密にとった上で募集活動を行えとするところに、この通牒の眼目があるのであり、それによって業者の活動を警察の規制下におこうとしたのである」と結論付け、「この通牒を強制連行を業者がすることを禁じた文書などとするのは、文書の性格を見誤った、誤りも甚だしい解釈と言わざるをえない」と主張した。永井のこの論文は、永井の旧友である釜山外国語大学校の金文吉が2001年に韓国で紹介した[38]。
- 林博史は、1997年12月に警察大学校から出てきた資料、「支那渡航婦女の取扱に関する件」、「支那渡航婦女に関する件伺」、「南支方面渡航婦女の取扱に関する件」により、業者を裏で操っているのが内務省と軍であるとしている[49]。
- 吉見義明は、日本軍が中国各地に大量に軍慰安所を設置し始めた背景については、1937年7月から日本が中国に対する全面的な戦争に入り、中国大陸に常時100万人以上の軍隊が駐屯するという事態になったことをあげている[50]が、林博史も同様の点を指摘し[51]、こうした背景から警察の元締めである内務省警保局が、業者の犯罪行為[52][53]を「黙認」する通達を府県知事に出したとしている[54]。さらに、警察は「黙認」しただけでなく、軍と共謀して「慰安婦」集めを組織したとしている[55]。これは、1938年11月8日付で、内務省警保局長から大阪、京都、兵庫、福岡、山口の5府県知事に出された「南支方面渡航婦女の取扱に関する件」を根拠としている。本文中にある「本件極秘に左記（「支那渡航婦女の取扱に関する件」のことを指す）に依り之を取扱ふこと」、「何処迄も経営者の自発的希望に基く様取運び之を選定すること」の記述から、軍の参謀、陸軍省、警保局らは女性を「慰安婦」として狩り出すことがばれると困るので、業者が勝手にやっている振りをしろと知事に指示を出しているのだ、としている[54]。

## 文献資料
原文
- 「軍慰安所従業婦等募集に関する件」(財)女性のためのアジア平和国民基金編『政府調査「従軍慰安婦」関係資料集成』2巻、龍溪書舎出版、p.69-75,1997年。
- 国立公文書館アジア歴史資料センター 【レファレンスコード】 C04120263400。

参考文献
- 吉見義明編『従軍慰安婦資料集』大月書店、1992年。
- 高橋史朗『新しい日本の歴史が始まる』 『文藝春秋』1996年5月号。
- 西岡力『よくわかる慰安婦問題』草思社 2007年